# حمدي ولد مكناس
حمدي ولدُ مكناس (ولد في 1932 في نواذيبو - توفي 15 سبتمبر 1999) سياسي موريتاني، كان وزير خارجية موريتانيا السابق، ويُعد أحد مؤسسي موريتانيا المعاصرة.

## محطات من حياته
- 1947ـ1954م: تكوين المعلمين في بوتلميت
- 1956ـ 1957م: رئيس ديوان وزير الوظيفة العمومية
- 1957ـ 1959م: ثانوية ميشليه وثانوية ماسنا في نيس
- 1960ـ 1966م: كلية الحقوق بالسوربون
- 1966-ـ1966: مفوض السامي للشباب والرياضة
- من 1968/07/05 حتى 1970/04/03م وزيرا للشؤون الخارجية والتعاون
- من 1970/04/03 حتى 1970/ 04/13 وزير للدفاع الوطني
- من 1970/04/13حتى 1978/07/10م وزيرا للشؤون الخارجية والتعاون
- من 1977/11/18 حتى 1999/09/15م وزيرا مستشارا برئاسة الجمهورية

## الشهادات
•	شهادة الدروس الإعدادية في بوتلميت 

•	شهادة الباكالوريا بثانوية ماسنا في نيس

•	الليسانس والدكتورا في القانون العام (شعبة العلاقات الدولية) في جامعة السوربون بباريس.

## حياته المهنية
بعد دخوله الحكومة الموريتانية في منتصف عقد الستينات، ساهم حمدي ولد مكناس في بناء موريتانيا المعاصرة، في ظرف دولي اتسم بعدم الإستقرار، حيث وجد "حمدي ولد مكناس" نفسه سنة 1968 مكلفا بإدارة وزارة الخارجية للجمهورية الوليدة، التي كان عليها النهوض كدولة مستقلة لتأخذ مكانها في مصاف الأمم الحرة، حيث قاد الدبلوماسية الموريتانية طيلة عقد من الزمن.

## وفاته
توفي حمدي ولد مكناس في 15 سبتمبر 1999.